# Sovjetisk-japanska pakten
Sovjet-japanska pakten var ett femårigt neutralitetsfördrag mellan länderna som normaliserade läget efter den spända gränskonflikten som bland annat omfattade Slaget om Chalchin-Gol 1939. Traktaten skrevs under i Moskva den 13 april 1941 av utrikesminister Yosuke Matsuoka och ambassadör Yoshitsugu Tatekawa för Japan och utrikessminister Vjatjeslav Molotov för Sovjetunionen. Samma dag skrev samma personer under en deklaration angående Mongoliet och Manchuriet.
Japan hade i början på september 1941 långt gångna planer att anfalla Sovjetunionen och överta områden fram till Bajkalsjön i samband med den tyska attacken på landet (Operation Barbarossa). Mobilisering och truppförflyttningar av mellan 700 000 och 800 000 japanska trupper till gränstrakterna avblåstes definitivt av kejsaren Hirohito 9 augusti 1941.
Den 5 april 1945 sade Sovjetunionen upp pakten och meddelade den japanske regeringen att "i överensstämmelse med artikel tre i den ovannämnda pakten, som gav möjlighet att säga upp pakten ett år innan slutet av femårsperioden, ger den sovjetiska regeringen härmed tillkänna, att den vill upphäva pakten av 13 april 1941."  territoriella integritet medan Japan lovade motsvarande för Mongoliet. Ordalydelsen i uttalandet pekade i riktning mot att Sovjetunionen ville avsluta pakten genast, och Time Magazine rapporterade, att den sovjetiska utrikeskommissariens ton antydde att Sovjetunionen kanske snart skulle gå i krig mot Japan.
Länderna avhöll sig från krigshandlingar mot varandra till slaget om Manchuriet som inleddes 8 augusti 1945.